# Ulumanda’ jezik
Ulumanda’ jezik (ISO 639-3: ulm; ostali nazivi: awo-sumakuyu, botteng-tappalang, kado, oeloemanda, tubbi, ulumandak, ulunda), austronezijski jezik uže južnocelebeske skupine, kojim govori oko 30 000 ljudi (1986 SIL) u indonezijskoj provinciji Sulawesi Barat (Zapadni Celebes), u distzriktima Majene, Mamuju i Polewali-Mamasa. Ima oko 6 dijalekata među kojima sondoang, tappalang i botteng.
Zajedno s jezicima aralle-tabulahan [atq], bambam [ptu], dakka [dkk] i pannei [pnc] čini podskupinu pitu ulunna salu.

## Vanjske poveznice
- Ethnologue (14th)
- Ethnologue (15th)